# Municipio de New City
El municipio de New City (en inglés: New City Township) es un municipio ubicado en el condado de Towner en el estado estadounidense de Dakota del Norte. En el año 2010 tenía una población de 18 habitantes y una densidad poblacional de 0,19 personas por km².

## Geografía
El municipio de New City se encuentra ubicado en las coordenadas 48°35′17″N 99°26′7″O / 48.58806, -99.43528. Según la Oficina del Censo de los Estados Unidos, el municipio tiene una superficie total de 92.51 km², de la cual 92,43 km² corresponden a tierra firme y (0,1 %) 0,09 km² es agua.

## Demografía
Según el censo de 2010, había 18 personas residiendo en el municipio de New City. La densidad de población era de 0,19 hab./km². De los 18 habitantes, el municipio de New City estaba compuesto por el 100 % blancos. Del total de la población el 0 % eran hispanos o latinos de cualquier raza.